# Futakuchi-onna

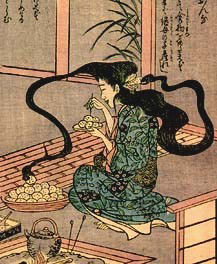
Abbildung einer Futakuchi-onna im Ehon Hyaku Monogatari von Tōka Sanjin.

Die Futakuchi-onna (japanisch 二口女, wörtlich: „Zweimund-Frau“) ist ein fiktives Wesen des japanischen Volksglaubens. Sie zählt zur Gruppe der Yōkai und wird vielerorts gefürchtet, auch wenn sie Menschen für gewöhnlich nicht angreift. Die Sagen um die Futakuchi-onna wurden vermutlich durch einen in den 1890er-Jahren aufgekommenen Schönheits- und Schlankheitswahn angefacht, daher wird sie heute von Folkloristen als Repräsentation von Angst vor Essstörungen wie Bulimie und der Gerontophobie gedeutet.

## Beschreibung
Die Futakuchi-onna erscheint in den Erzählungen als wunderschöne, junge Frau mit langem, schwarzem Haar, das sich schlangengleich bewegt, wenn niemand hinsieht. Es verbirgt unter seiner Dichte am Hinterkopf der Frau einen zweiten Mund. Die Frau selbst fällt zunächst dadurch auf, dass sie so gut wie nie isst, aber ihr Haar formt sich zu zwei oder mehreren schwarzen Schlangen, die nach der servierten Mahlzeit schnappen und den sonst verborgenen Zweitmund füttern. Ein weiteres Merkmal ist der zweite Mund selbst (der eigentliche Dämon), der ununterbrochen obszönes Gemurmel von sich gibt und lautstark nach Essen verlangt. Werden seine Forderungen ignoriert, gibt der Zweitmund ohrenbetäubende und schrille Schreie von sich und terrorisiert so Frau und Umstehende, bis er bekommt, was er will.

## Überlieferungen
Der japanischen Folklore zufolge entsteht eine Futakuchi-onna meist dann, wenn eine Rabenmutter (meist eine böse Stiefmutter) ihr Stiefkind verhungern lässt und hingegen ihr leibliches Kind verhätschelt. Das verhungernde Kind verflucht seine Stiefmutter, bevor und während es stirbt. Oder der rachsüchtige Geist des Kindes ergreift Besitz von der Stiefmutter und zwingt sie, nur noch ihren Zweitmund zu füttern, bis die Stiefmutter selbst verhungert ist. Nach einer anderen Überlieferung handelt es sich um eine Frau, die von dem Wunsch, ewig schlank zu bleiben, so besessen ist, dass ihr ein dämonischer Zweitmund wächst. Eine dritte Version berichtet von einem Holzfäller, der seine anhängliche Frau versehentlich mit seinem Beil am Hinterkopf verletzt, worauf die Wunde nicht verheilt, sondern sich in einen Zweitmund verwandelt.
Eine in Japan bis heute beliebte Legende ist Kuwazu nyōbō (食わず女房; Das Weib das niemals isst), die sich im Emakimono Kokon hyaku monogatari hyōban (古今百物語評判; Hundert Geschichten aus alten und modernen Zeiten) von Yamaoka Genrin findet. Das Werk wurde etwa im Mai 1671 vollendet, aber erst im August 1685, lange nach Genrins Tod, veröffentlicht. Die Geschichte handelt von einem unerträglich geizigen Mann, der eine wunderschöne Frau heiratet, weil sie augenscheinlich niemals isst, aber den Mann vorzüglich bekocht. Er weiß nicht, dass die Frau sehr wohl isst, nämlich dann, wenn er außer Haus ist oder tief schläft. Und sie benutzt nicht ihren menschlichen Mund, sondern einen zweiten, der sich an ihrem Hinterkopf befindet. Als der Mann die Frau eines Abends erwischt, zeigt sie sich in ihrer wahren Gestalt als Ogerin, packt den Mann und rennt mit ihm in Richtung des Berges, aus dem sie einst gekommen war. Nur ganz knapp kann der Mann entkommen, weil er sich in einem Dickicht aus Beifuß und Schwertlilie versteckt. Diese Geschichte wird als ein Ursprung zur Figur der „Zweimund-Frau“ angesehen: Im Sammelwerk Ehon Hyaku Monogatari (絵本百物語; Bilderbuch der hundert Erzählungen) von Tōka Sanjin aus dem Jahr 1841 ist die Abbildung einer Futakuchi-onna zu sehen. Der Begleittext gibt die Legende in verkürzter Form wieder und nennt die abgebildete Frau wortwörtlich „Futakuchi-onna“.